# 1840

## أحداث
- تأسيس مدينة البيضاء وتقع حاليا في ليبيا.
- تأسيس مدينة سرمبن وتقع حاليا في ماليزيا.
- تأسيس مدينة ويندهوك وتقع حاليا في ناميبيا.
- تأسيس مدينة كسلا وتقع حاليا في السودان.
- تأسيس مدينة سييغو دي افيلا وتقع حاليا في كوبا.
- تأسيس مدينة بولاوايو وتقع حاليا في زيمبابوي.
- تأسيس مدينة ناميبي وتقع حاليا في أنغولا.
- تأسيس مدينة ولفس بي وتقع حاليا في ناميبيا.
- 6 يناير: تأسيس مدينة مانزانيلو وتقع حاليا في كوبا.
- 11 سبتمبر - بريطانيا تقصف بيروت لإرغام محمد علي باشا على ترك سوريا.
- الأمير بشير الثاني الشهابي أخر أمير فعلي لجبل لبنان يغادر بيروت منفياً إلى مالطا ومنها إلى إسطنبول.

## مواليد
- ألفونس دوديه
- أوسكار هوكر
- أوغوست رودان
- إرنست كارل آب
- إميل زولا
- الأب داميان
- بيتر إليتش تشايكوفسكي
- توماس هاردي
- جون إدوارد جونز
- عائشة التيمورية
- ضويحي بن رميح
- فرانسيس بيل
- كلود مونيه
- كيوتاكا كورودا
- مصطفى فهمي باشا
- هنري هاريسون ماركهام
- ضويحي بن رميح شاعر كويتي
- عطاء الله المدرس
- فهد بن عبد المحسن الهذال